# Medialuna de La Serena
La Medialuna de La Serena, llamada Medialuna Parque Coll, fue una de las infraestructuras más importantes de Chile para la práctica del rodeo. Fue sede del clasificatorio centro - norte para el Campeonato Nacional de Rodeo de 2006, 2007 y el de 2009. 
Pertenecía a la Asociación Coquimbo de la Federación del Rodeo Chileno.

## Ubicación
Esta medialuna se encontraba dentro del Parque Coll en La Serena.

## Clasificatorio Nacional de Rodeo
En tres oportunidades esta medialuna fue sede de un rodeo clasificatorio para la zona centro-norte, en 2006, 2007 y 2009.

### Clasificatorio Nacional de Rodeo de 2006
En 2006 fue la primera vez que un rodeo clasificatorio se disputaba en La Serena. La Serie de Campeones fue el 19 de marzo de 2006.
- 1° Lugar: Criadero Lo Miranda, Cristian Ramírez y Manuel Olivares (O'Higgins) en Truan y Ofensivo, +33 (7+12+7+7).
- 2° Lugar: Corral Santa Anita de Curimao, Emiliano Ruiz y José Tomás Meza (Litoral Central) en Meli y Agravio, +30 (4+9+7+10, +4).
- 3° Lugar: Pablo Baraona y Pedro González (Santiago Oriente) en Notario y Don Fraile, +30 (7+8+3+12, +1).

### Clasificatorio Nacional de Rodeo de 2007
Este rodeo clasificatorio fue el segundo rodeo clasificatorio de la Zona Centro-Norte y se disputó los días 16, 17 y 18 de marzo de 2007. Fue el último clasificatorio de la temporada.
- 1° Lugar: Rodrigo Claro y Andrés Silva (Cordillera) en ¨Ficha¨ y ¨Cobija¨, +30 (5+9+5+11).
- 2° Lugar: Pedro Espinoza y José Espinoza (Valparaíso) en ¨Regalona¨ y ¨Ermita¨, +29 (6+10+3+10).
- 3° Lugar: Luis Huenchul y Diego Pacheco (Colchagua) en ¨Tentador¨ y ¨Cacarito¨, +26 (5+7+9+7).

### Clasificatorio Nacional de Rodeo de 2009
El Rodeo Clasificatorio de 2009 se desarrolló entre el 20 y el 22 de marzo. Clasificó a un total de 27 colleras al Campeonato Nacional de Rodeo de 2009.
- 1° Lugar: Erwin Buckel y Mauricio Ordóñez en Es tan Buena y Amor Añejo, con 32.
- 2° Lugar: José Antonio Urrutia y Luis Eduardo Cortés en Tempestad y Reseña con 31+4.
- 3° Lugar: José Lesser y Robny Urra en Mal de Amores y Platino, con 31+3.

El movimiento de la rienda fue ganado por Nelson Vega (Asociación Colchagua), quien montó a Claro de Luna Bolero (Plebiscito) y marcó 49 puntos. El segundo lugar fue para el Negro Cortés que también sumó 49 puntos, pero perdió el desempate. En la competencia femenina ninguna de las dos competidoras logró el puntaje mínimo (42 puntos) para acceder a Rancagua. Jeannette Aguilar hizo 31 puntos en Chiquitita y Kelly Molina 37 en Engreído.